# Râul Valea Gruiului, Bădeni
Râul Valea Gruiului este un curs de apă, afluent al râului Bădeni. 